# Der Rufer (Bremen)

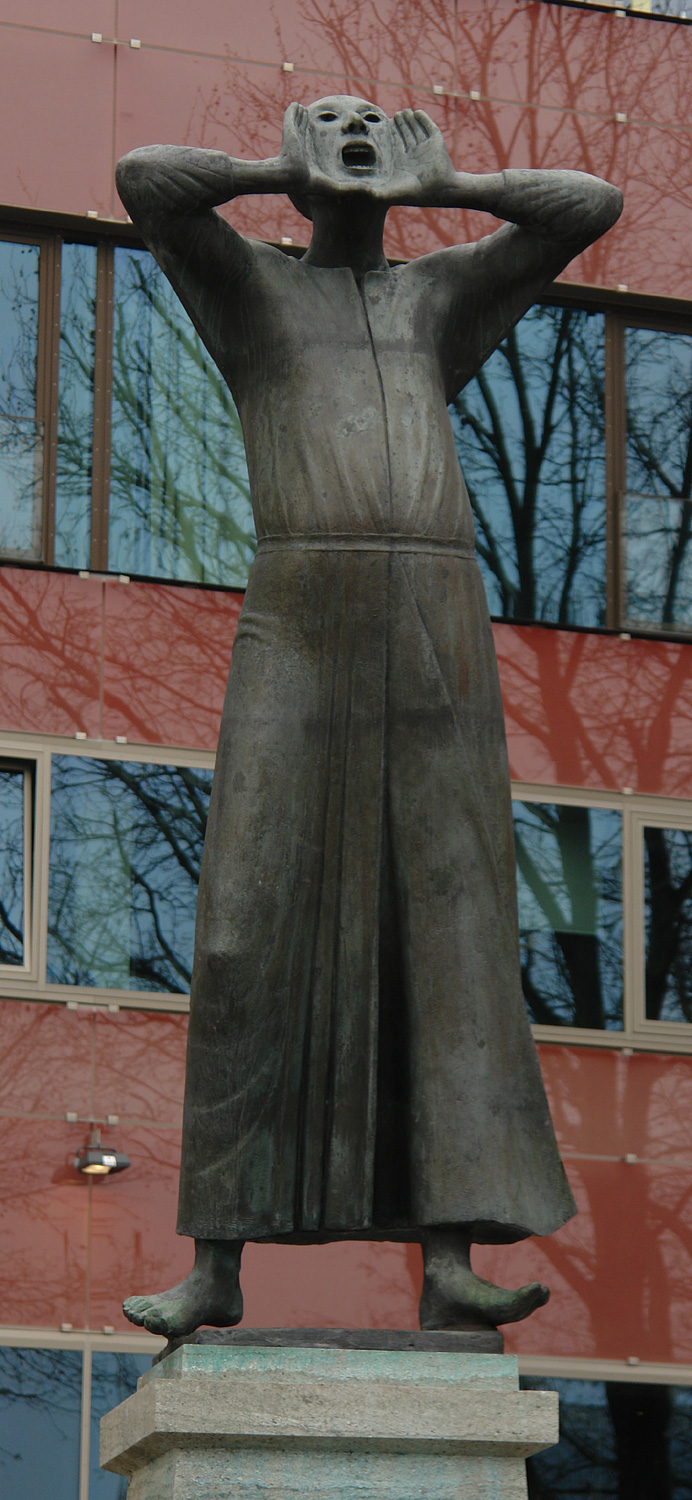
Der Rufer an der Schlachte und ...

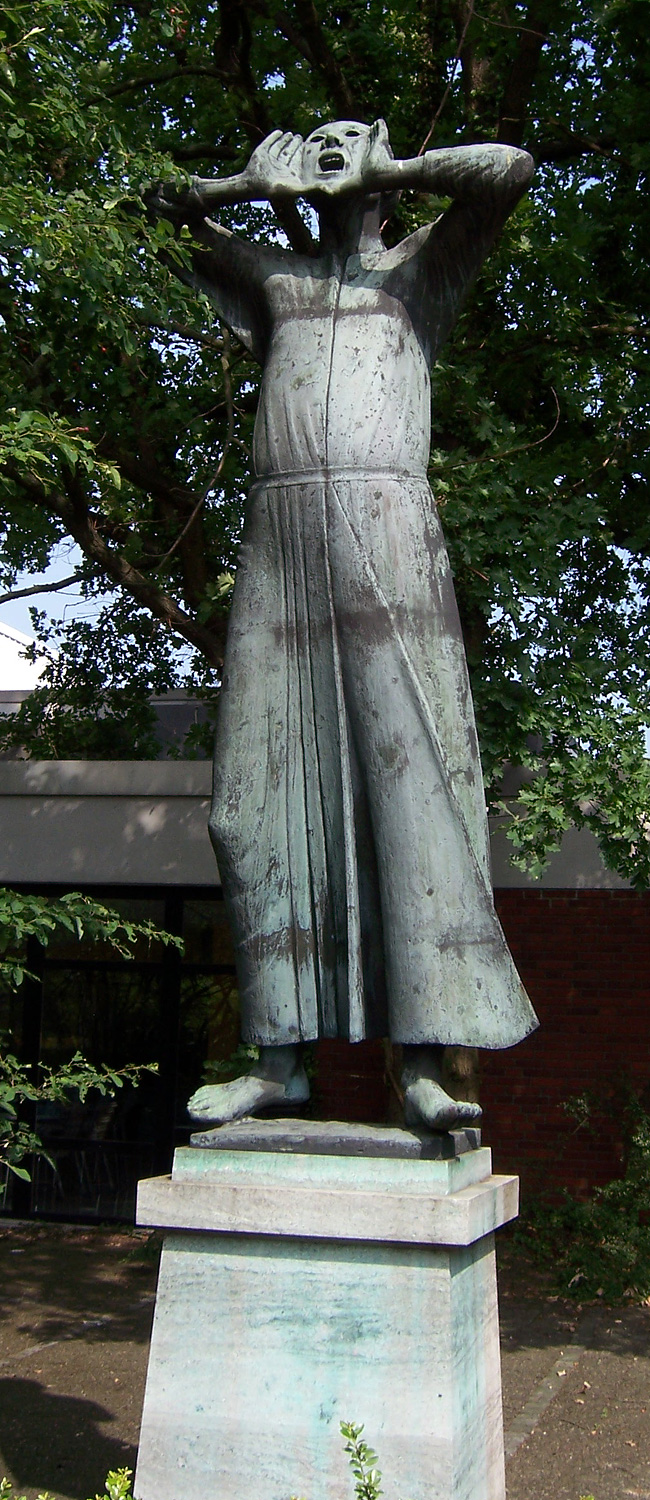
... ehemals an der Hans-Bredow-Straße

Der Rufer ist eine Bronzeplastik von Gerhard Marcks. Sie steht an der Schlachte in Bremen vor dem Weserhaus von Radio Bremen.

## Geschichte
Für den Standort des neuen Fernsehgebäudes in Bremen-Osterholz wollte Radio Bremen 1966 unbedingt ein Werk von Gerhard Marcks haben, der schon mit seiner Plastik der Bremer Stadtmusikanten ein Symbol für die Stadt geschaffen hatte. Der Vorschlag des Künstlers: Ich mache euch einen Rufer. Die Skulptur sollte die Aufgabe von Rundfunk und Fernsehen möglichst zeitlos darstellen. Marcks sagte dazu: Wenn ich jetzt da jemanden mit dem Fernseher hinstelle, denn sieht das in zehn Jahren ziemlich doof aus, weil dann sind die Fernseher ja schon viel besser. Dagegen dieses Rufen, die Nachricht in die Welt setzen, das ist immer das gleiche geblieben, ob jetzt bei den Griechen oder heute.
Am 24. November 1967 wurde der Rufer eingeweiht. Er stand fast vierzig Jahre lang an seinem ursprünglichen Platz auf dem Gelände des Fernsehstudios an der Hans-Bredow-Straße neben dem Redaktionsgebäude, mit Blickrichtung zur Stadtmitte.

### Neuer Standort
Als Radio Bremen den Standort in Osterholz aufgab und ins Stephani-Quartier umzog, wurde die Statue des Rufers an die Schlachte neben das neue Gebäude von Radio Bremen versetzt. Vorher musste ein durchgerosteter Eisenträger im rechten Schienbein ersetzt werden. Zum Schutz gegen Feinstaub und sauren Regen bekam die Figur einen Wachsüberzug. Am 23. November 2007 wurde die Bronze-Skulptur ein zweites Mal eingeweiht. Dabei sagte Intendant Glässgen: „Der Rufer erhält in Bremen jetzt einen markanten Standort – wie Radio Bremen mitten in der Stadt, erreichbar für die Menschen und weithin sichtbar. Sein Ruf für Frieden und Meinungsfreiheit soll von seinem neuen Platz vor dem Studio- und Sende-Gebäude Radio Bremens weit über die Weser hinweg, vor allem auch über die Sendungen und Programme des Senders, vernehmbar sein.“

## Skulptur

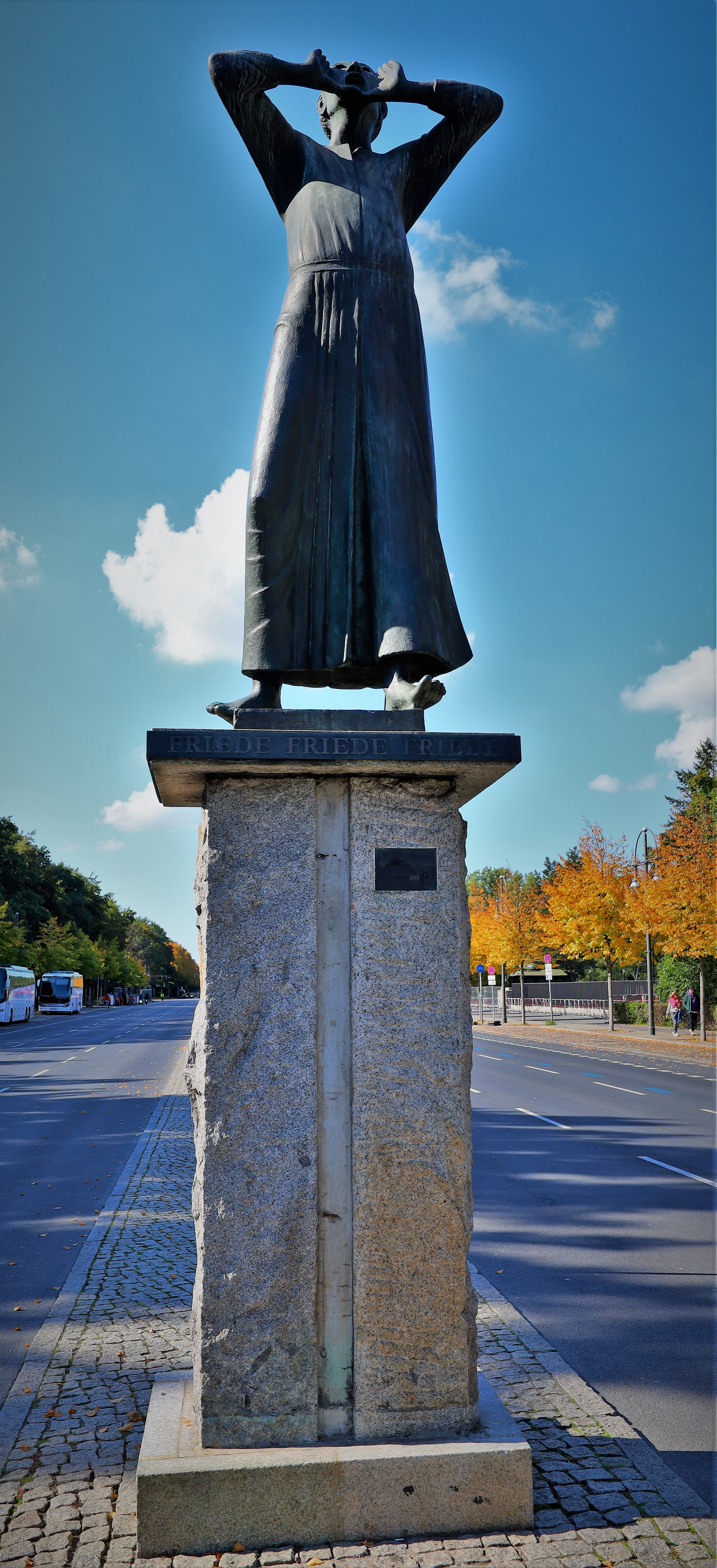
Standort auf der Straße des 17. Juni in Berlin

Die drei Meter hohe Bronze-Skulptur mit einem Gewicht von 700 kg hält die Hände um ihre Mundwinkel, um so ihren Ruf zu verstärken. Nachempfunden ist die Figur der Gestalt des Stentor aus Homers Ilias. Dort heißt es, seine Stimme sei so laut wie die von fünfzig anderen Männern zusammen gewesen.
Seit der Neuplatzierung 2007 ist der Rufer auf einem Kugellager drehbar montiert, so dass die Blickrichtung geändert werden kann. Normalerweise blickt die Figur über die Weser; für die Sendung 3 nach 9 wird sie jedoch um 180° gedreht und schaut durch die Glasfront ins Studio.
Weitere Güsse des Rufers stehen im australischen Perth, auf dem Mittelstreifen der Berliner Straße des 17. Juni, vor einem Verlagsgebäude in Essen sowie im Garten der Zentrale der Bundesbank in Frankfurt am Main.